# راوزان
راوزان (به لاتین: Raozan) یک منطقهٔ مسکونی در بنگلادش است که در ناحیه چیتاگونگ واقع شده‌است. راوزان ۲۴۶٫۵۸ کیلومتر مربع مساحت و ۳۲۵٬۳۸۹ نفر جمعیت دارد.